# Banc Davioud
Le banc à double assise, dit « banc Davioud », est un type de banc public, élément du mobilier urbain de la ville de Paris,.

## Historique
Il est créé dans les années 1860[réf. nécessaire] par l'architecte Gabriel Davioud sous la direction de l'ingénieur Jean-Charles Alphand. Six personnes peuvent s'y asseoir en même temps.
En 1869, 8 428 bancs sont installés dans la capitale.
Considéré comme emblématique de la capitale, le banc Davioud est apprécié par les nostalgiques du vieux Paris,,. En 2021, une vente aux enchères à l'hôtel Drouot permet le rachat d'un exemplaire. Le banc avait fait l'objet d'une cagnotte de la part d'habitants faisant partie du collectif Saccageparis, qui refusait de voir cette part du patrimoine municipal quitter la capitale. Il n'a finalement pas été mis aux enchères, le vendeur ayant accepté de le céder directement au collectif pour 1 200 euros. Le banc a été offert à la Ville de Paris le 25 mai 2021 pour être réinstallé. Début juillet 2021, le banc est exposé après « restauration » au Pavillon de l'Arsenal. Mais cette restauration effectuée par la Ville, ne conservant qu'un seul des supports latéraux, présente un banc largement défiguré par rapport au modèle initial, avec notamment des planches de bois dont les proportions n'ont rien à voir avec le banc d'origine, brisant l'harmonie du dessin original, ce qui déclenche de nouvelles protestations de la part du collectif de Parisiens ayant cédé le banc à la municipalité,,.
En août 2022, la mairie de Paris réimplante 17 bancs Davioud, en remplacement des bancs Mikado, sur la place de la République,.

## Description

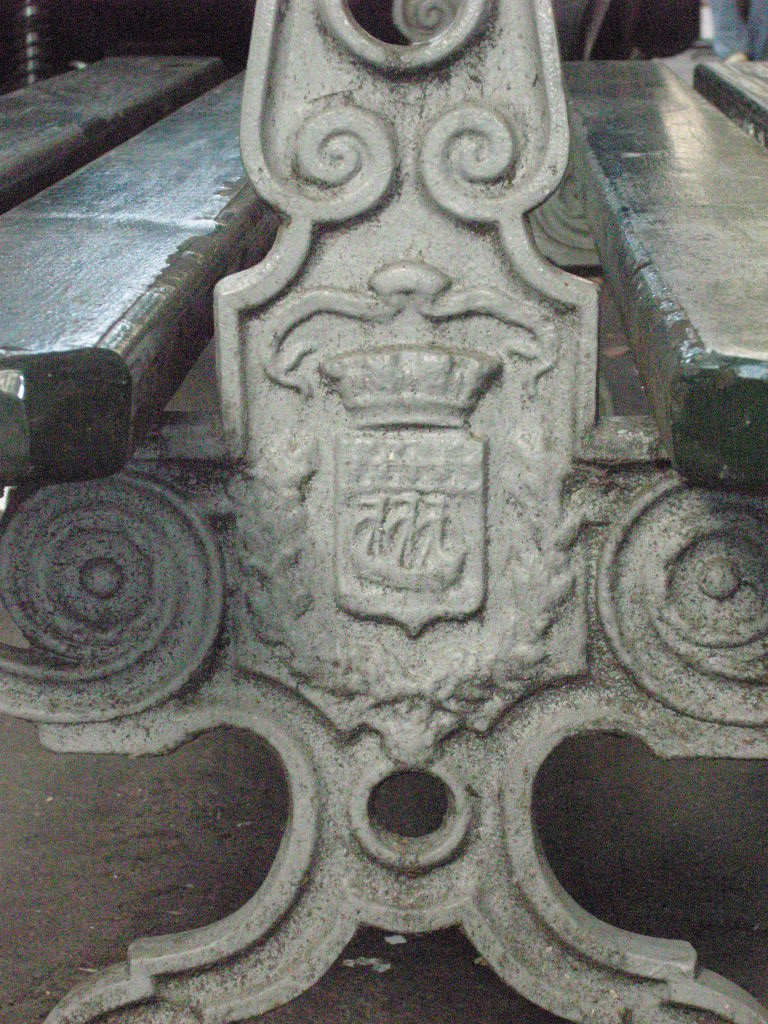
Banc public, rue Bobillot, Paris 13e.

Le piètement est fait de fonte grise[réf. nécessaire] : il est généralement peint en gris (dans les rues) ou en vert bouteille (dans les espaces verts), ou toute autre couleur[réf. nécessaire].
Les sièges sont en chêne[réf. nécessaire]. L'assise double est constituée de quatre lattes et le dossier d'une latte[réf. nécessaire].
Les deux supports latéraux portent les armes de la Ville de Paris.
Il pèse 124 kilogrammes et mesure 2,25 mètres de long.

## Variants et dérivés
Plusieurs déclinaisons du modèle sont créées, notamment une version à simple assise, et d'autres comportant des supports latéraux moins ouvragés.

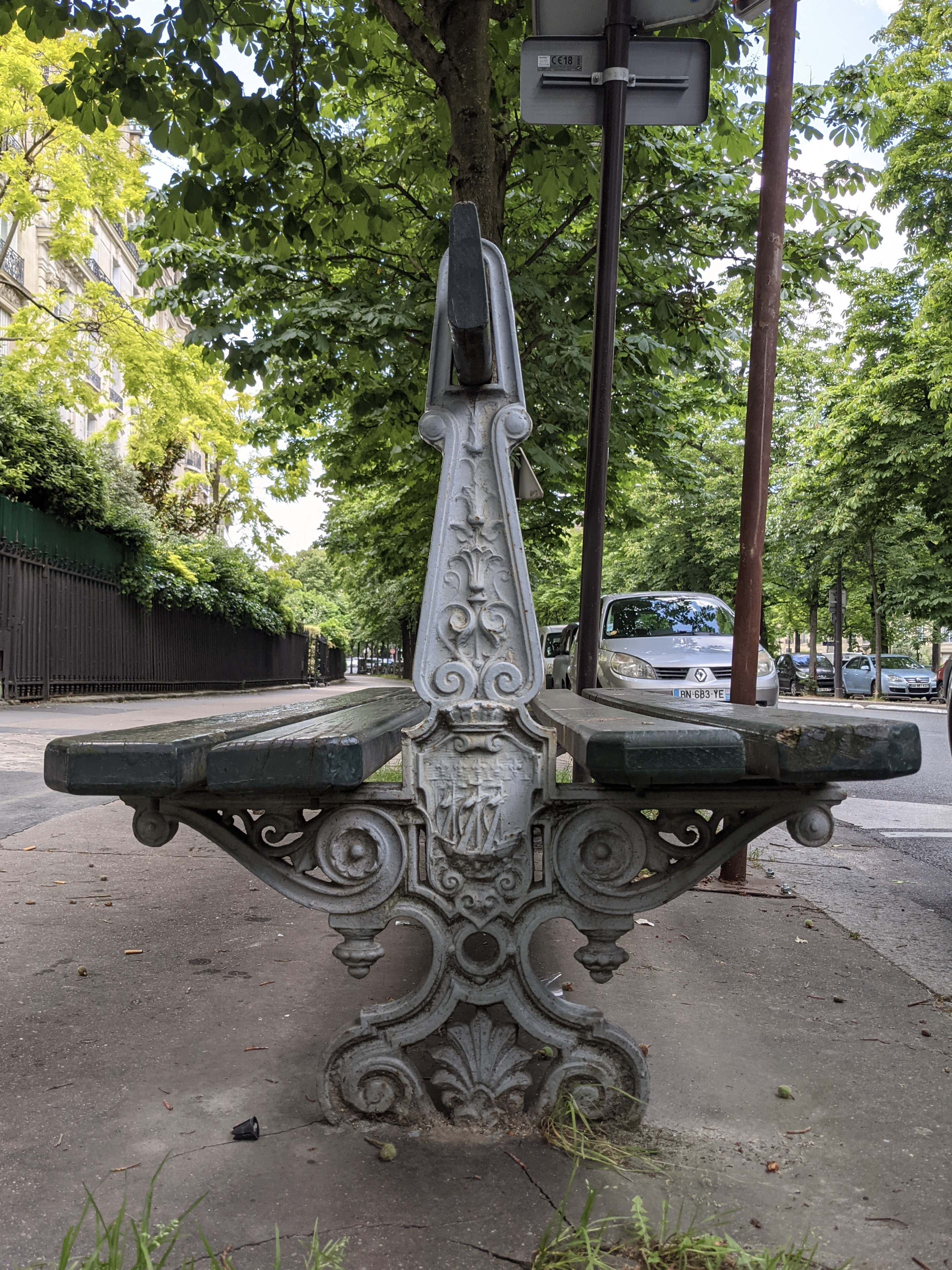
Le modèle original par Gabriel Davioud (vers 1850[réf. nécessaire]).
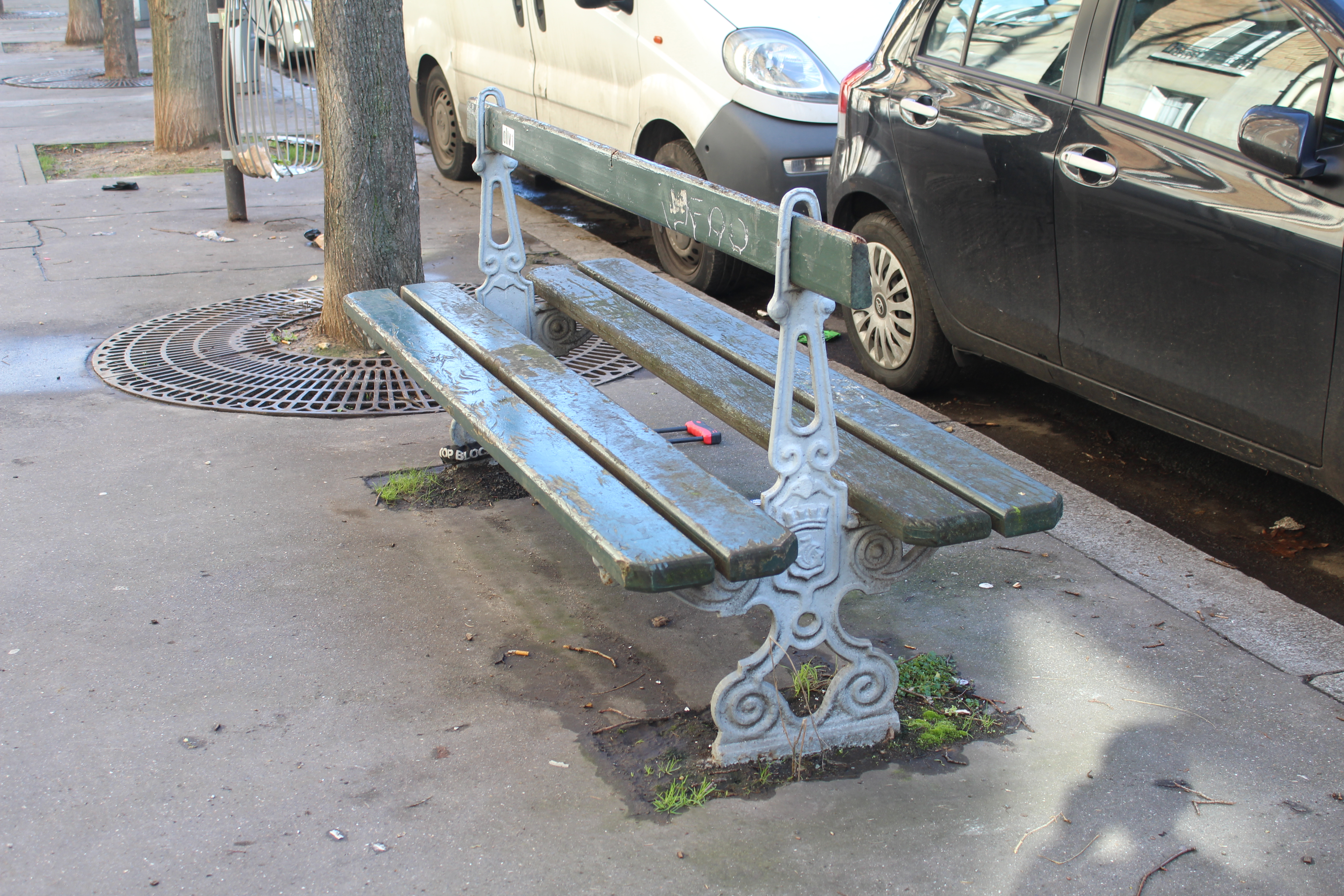
Une version moins ouvragée.
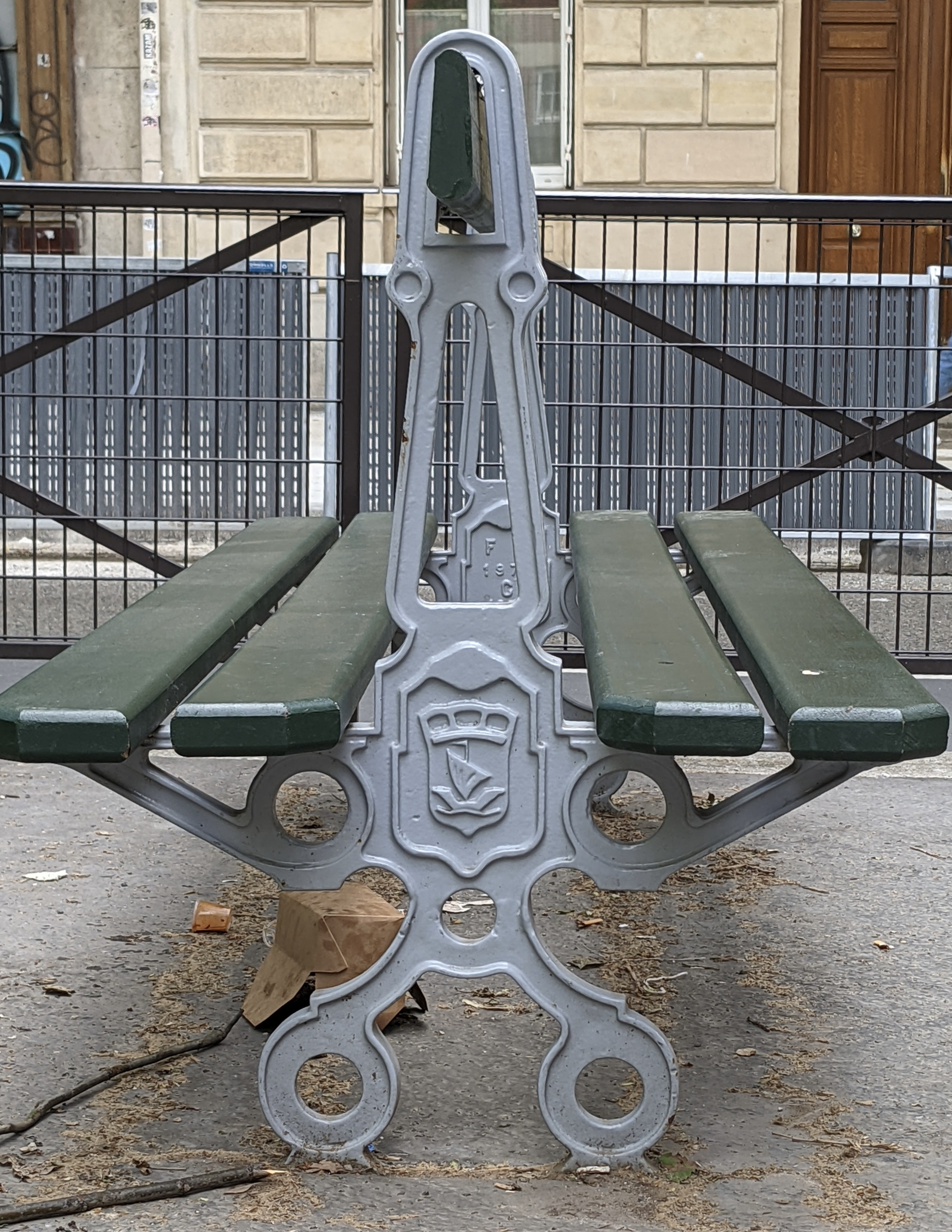
Une autre version moins ouvragée, « modernisée »[18].
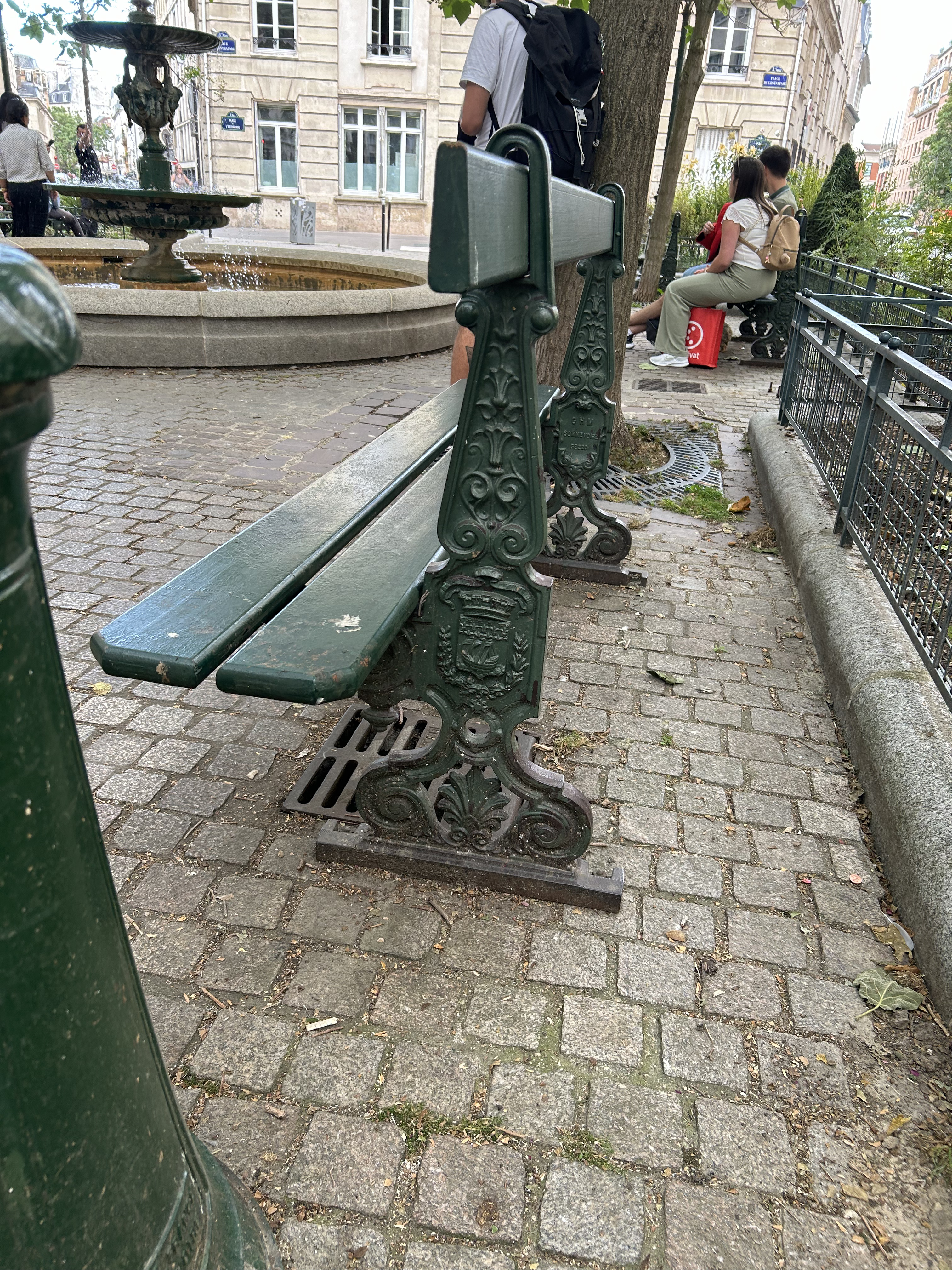
Une version à simple assise, similaire au modèle original.
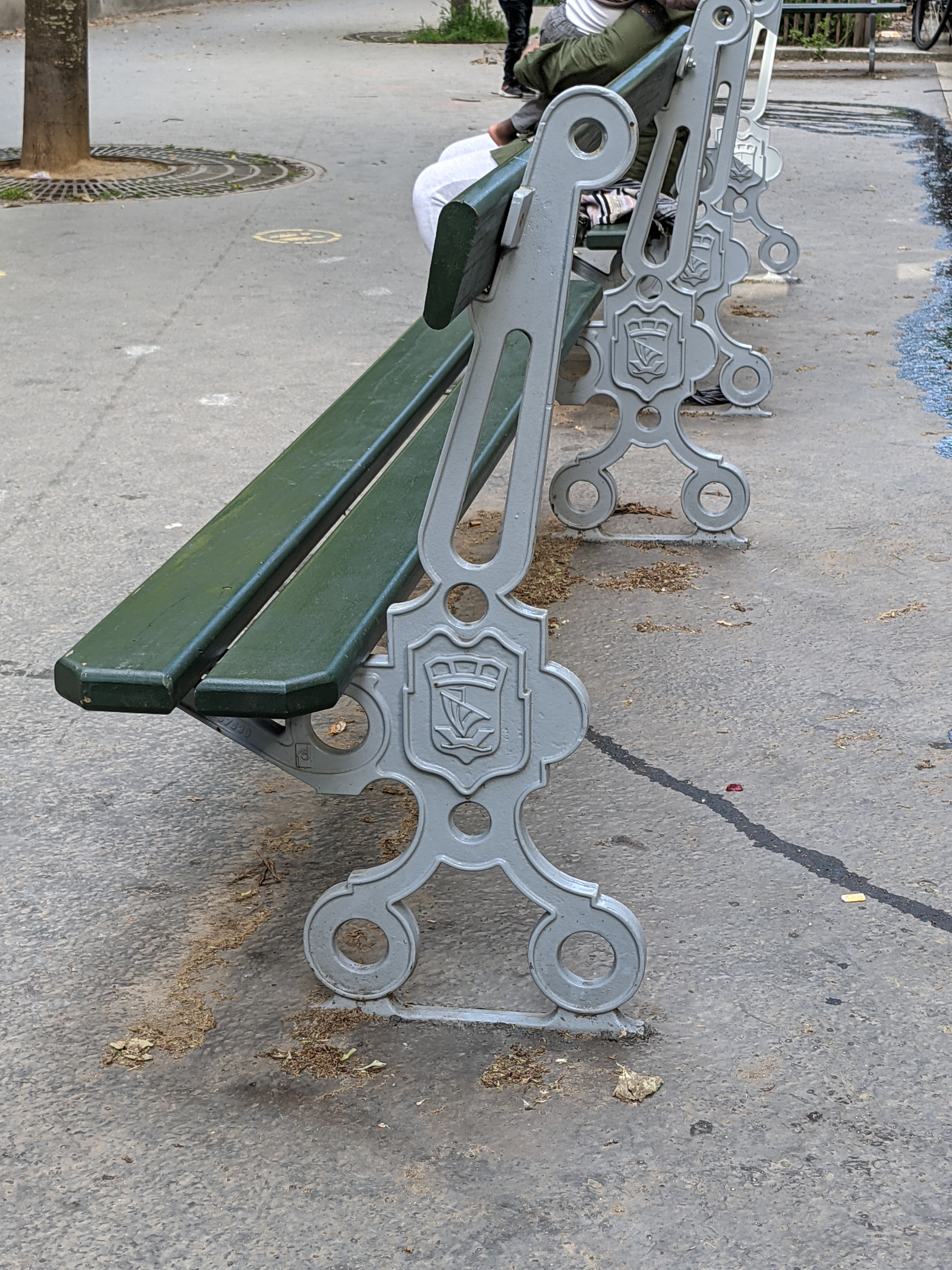
Une version à simple assise, « modernisée »[18].

Ce banc sert d'inspiration pour d'autres villes qui commandent des modèles similaires.

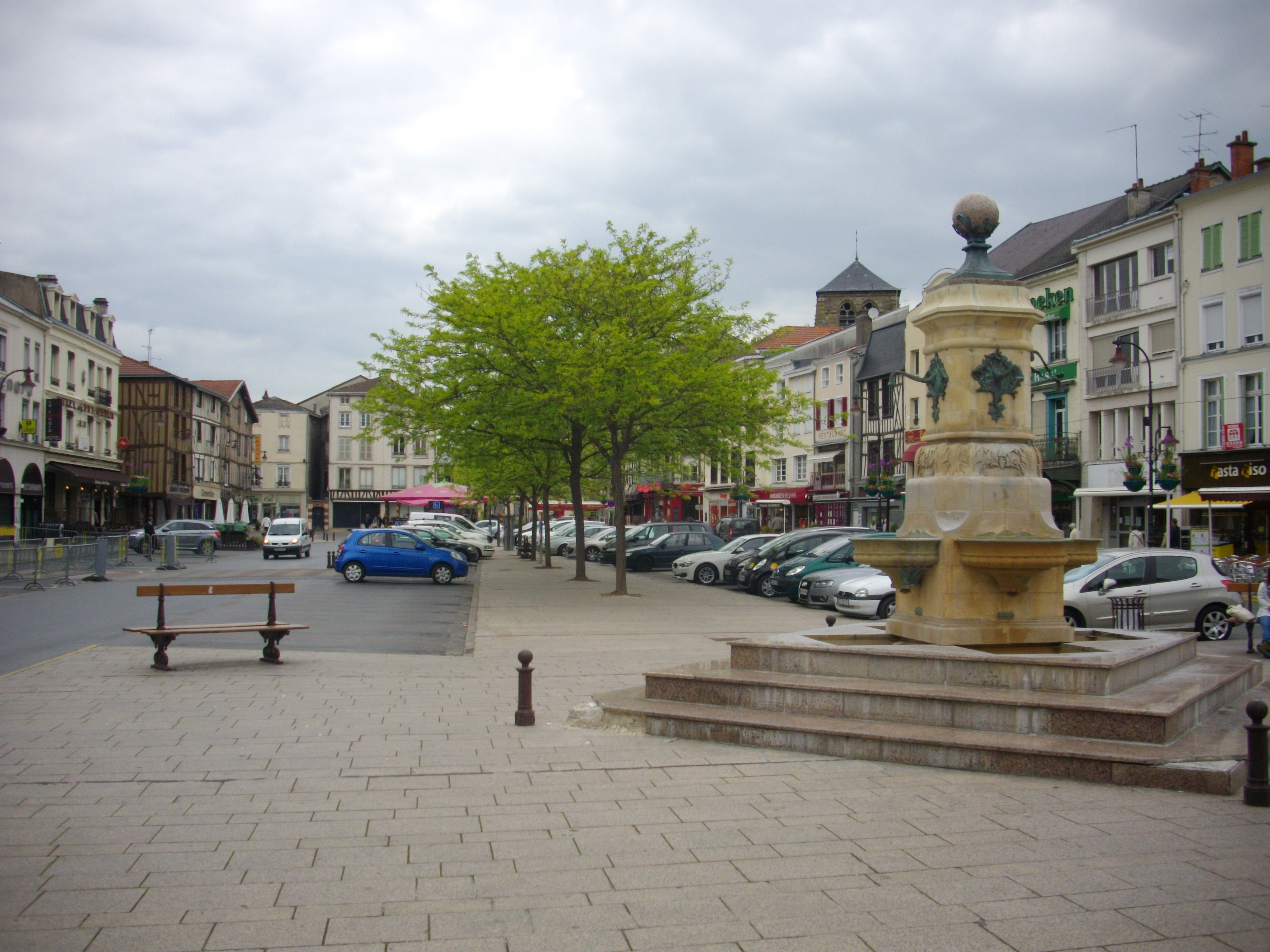
Une copie du modèle original à Châlons-en-Champagne.
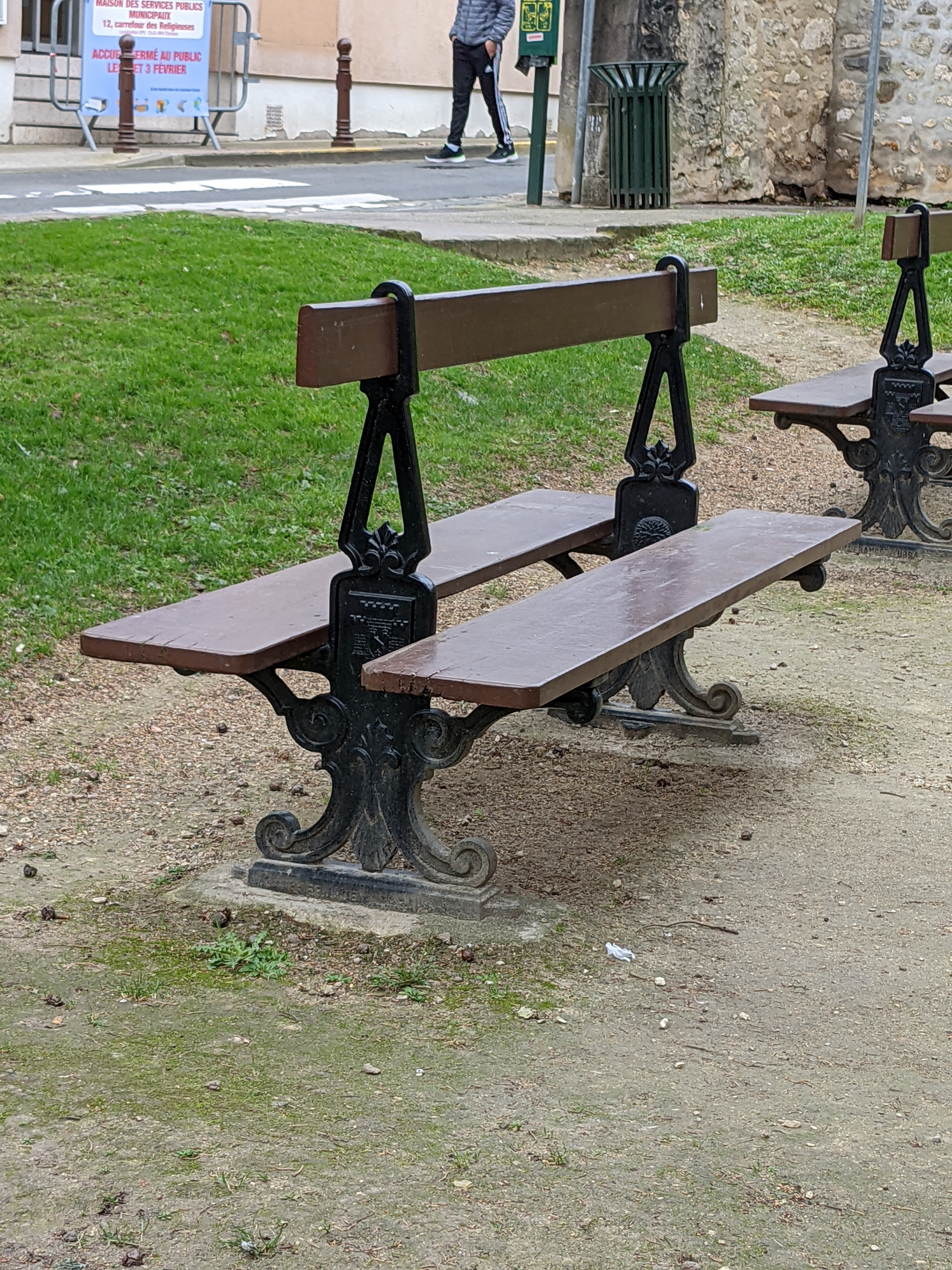
Un modèle dérivé à Étampes.